# Ламънт
Ламънт (на английски: Lamont) е град в окръг Уитман, щата Вашингтон, САЩ. Ламънт е с население от 106 жители (2000) и обща площ от 0,7 km². Намира се на 596 m надморска височина. ЗИП кодът му е 99017, а телефонният му код е 509.